# Cremia
Cremia är en ort och kommun i provinsen Como i regionen Lombardiet i Italien. Kommunen hade 677 invånare (2018).